# خافيير غارسيا
خافيير غارسيا (بالإسبانية: Javier Hernán García)‏ (29 يناير 1987 بوينس آيرس الأرجنتين - ) هو لاعب كرة قدم أرجنتيني يلعب كحارس مرمى.

## مسيرته الكروية
لعب خافيير غارسيا خلال مسيرته الاحترافية مع 3 أندية في ثلاثة عشر موسمًا ولم يسجل خلالها أي هدف ضمن 216 مباراة. ولم يفز بأي موسم بالكأس وفاز في موسمين بالدوري.
خاض خافيير غارسيا مسيرته مع نادي بوكا جونيورز في موسم 2008–09 واستمر معه طيلة ثلاثة مواسم، مشاركًا في 41 مباراة ولم يسجل أي هدف. ثم انتقل إلى نادي تيغري في موسم 2011–12 ليلعب معه سبعة مواسم، حيث شارك في 163 مباراة ولم يسجل أي هدف أيضًا. لينتقل بعدها إلى نادي راسينغ في موسم 2017–18 واستمر معه طيلة ثلاثة مواسم، مشاركًا في 12 مباراة ولم يسجل أي هدف أيضًا.

## روابط خارجية
- خافيير غارسيا على موقع قاعدة بيانات كرة القدم.إي يو (الإنجليزية)
- خافيير غارسيا على موقع ناشيونال فوتبول تيمز (الإنجليزية)
- خافيير غارسيا على موقع Soccerway.com (الإنجليزية)